# En nomadefamilie i Vestafrika
En nomadefamilie i Vestafrika er en dansk dokumentarfilm fra 1976 med instruktion og manuskript af Kristian Paludan og Sven Aage Petersen. Filmen er én af en serie på tre, der også omfatter En bondefamilie i Vestafrika og En byfamilie i Vestafrika.

## Handling
I perioden 1968-73 blev landene i Sahel-området ramt af vedvarende tørke. Hungersnøden bredte sig, nomadernes kvæg omkom, bøndernes kornforråd slap op på grund af for dårlig høst, og de måtte sælge deres kvæg. I byerne tørrede brøndene ud, og fødevarepriserne steg skyhøjt. Nu, hvor Sahel-landene atter er forsvundet fra avisernes overskrifter, og hvor det langsigtede hjælpearbejde er i gang, er både overudnyttelsen af ressourcerne og den økonomiske afhængighed stadig realiteter. Under disse omstændigheder lever en tuareq-familie i det nordøstlige Øvre Volta (nu Burkina Faso) som nomader, der en del af året vandrer med deres kvæg efter græs og vand. Filmen skildrer familien og nomadesamfundet, som er tilpasset de naturgivne vilkår og under stadig pres for at gå i opløsning som livsform.